# Pascal Couchepin
Pascal Roger Couchepin (Martigny, 5 aprile 1942) è un politico svizzero, è stato membro del Consiglio federale dal 1998 fino al 2009.
È membro del Partito Liberale Radicale. Risiede a Martigny, nel Canton Vallese. Eletto consigliere federale nel 1998, ha ricoperto per due volte la carica di presidente della Confederazione svizzera nel 2003 e nel 2008.

## Studi e carriera politica
Laureato in giurisprudenza all'Università di Losanna, ottiene il brevetto di avvocato-notaio nel suo Cantone di origine, dove ha lavorato come avvocato per il proprio studio legale. Membro del Partito radicale democratico vallesano, membro dell'esecutivo comunale a Martigny dal 1968, sindaco dal 1984 fino alla nomina in Consiglio federale. Eletto in Consiglio nazionale nel 1979, in cui ricopre la carica di presidente del gruppo parlamentare radicale dal 1989 al 1996, viene eletto in Consiglio federale l'11 marzo 1998 al posto di Jean-Pascal Delamuraz.
Fino alla fine del 2002 dirige il Dipartimento federale dell'economia, dal 2003 è titolare di quello dell'Interno, che comprende sicurezza sociale, sanità, educazione, formazione, ricerca e cultura.
Ha ricoperto la carica di Presidente della Confederazione nel 2003 e nel 2008. Come da prassi, è stato vicepresidente della Confederazione nei precedenti anni 2002 e 2007.
Il 12 giugno 2009 ha annunciato alle due camere del parlamento svizzero e ai media le sue dimissioni, avvenute nel mese di ottobre. Il 16 settembre è stato eletto come suo successore il liberale radicale neocastellano Didier Burkhalter.

## Disparità
La sua schiettezza gli ha fatto guadagnare molte opposizioni. Le sue dichiarazioni sull'innalzamento dell'età pensionabile, per esempio, hanno scosso parte del parere. Le sue scaramucce con i media, specialmente con i giornalisti della TSR, sono ben note.
Pascal Couchepin si è posizionato come critico virulento di Christoph Blocher, suo collega al Consiglio federale, ed è stato quindi ripetutamente attaccato dal suo partito, l'Unione Democratica di Centro (UDC), e da parte dei media svizzeri.

Il 7 settembre 2007, durante un'intervista con la RSI, ha criticato severamente l'UDC. Couchepin paragona indirettamente il suo collega al dittatore italiano Benito Mussolini: 
Un altro incidente ha fatto ondate sulla stampa e sul mondo politico svizzero. Il 7 febbraio 2008, nel bel mezzo di una riunione della commissione parlamentare, Couchepin ha confuso il consigliere nazionale dell'UDC Christoph Mörgeli con il medico nazista e criminale di guerra Josef Mengele - usando le parole "Dr. Mörgele" invece di "Dr. Mengele". Ha poi insistito sul fatto che si trattava di un lapsus, una spiegazione che non convince i suoi detrattori, che lo incolpano di aver usato deliberatamente questo confronto.

## Vita privata
Pascal Couchepin è sposato con Brigitte Rendu, figlia di un medico parigino. Hanno tre figli: Anne-Laure Couchepin Vouilloz, Gaspard e Catherine.
Suo padre era un consigliere importante, suo nonno (Jules) sindaco di Martigny e del Consiglio nazionale, il suo bisnonno sindaco e giudice cantonale. Suo cugino François Couchepin è stato dal 1991 al 1999 Cancelliere federale.